# Maurice Noble
Maurice Noble (1 de mayo de 1911–18 de mayo de 2001) fue un artista y diseñador de fondos para dibujos animados durante aproximadamente 60 años. Durante gran tiempo trabajó con el director Chuck Jones, su trabajo más importante junto a él fue en Warner Bros. en los años 1950. Su trabajo ayudó a crear dibujos animados como Duck Dodgers in the 24½th Century, What's Opera, Doc? y la serie del Correcaminos.

## Primeros trabajos
Maurice James Noble nació en Spooner, Minnesota, pero pasó gran parte de su infancia en Nuevo México y California del Sur. A principios de los años 1930 ingresó al Chouinard Art Institute en Los Ángeles, y mientras estaba ahí sus primeros trabajos fueron expuestos algunas veces. Tuvo que dejar Chouinard debido a problemas financieros, terminó haciendo diseños para un centro comercial.
Un miembro de Disney lo contrató en 1934, y aceptó el trabajo ya que pagaban $10 más que en el centro comercial. Noble trabajó en los fondos de la serie animada Silly Symphonies. En ese tiempo los fondos de Disney debían ser hechos en acuarela, por lo que corregir un error era prácticamente imposible, requiriendo un nuevo dibujo.
Blancanieves y los siete enanitos fue el primer largometraje en el que trabajó. Fue seguido por un trabajo en los fondos de la película Fantasía, específicamente en La consagración de la primavera. Para Dumbo, hizo la coordinación de colores y diseño de personajes, incluyendo la secuencia de los elefantes rosa.
Debido a la Segunda Guerra Mundial Noble se enlistó en el ejército. Fue asignado a una pequeña unidad al mando de Ted Geisel (quien luego sería conocido como Dr. Seuss). La unidad estaba ubicada en los estudios Fox bajo órdenes de Frank Capra. Trabajó en afiches y una serie animada titulada Private Snafu. La unidad hizo los guiones, guiones gráficos y fondos; la producción fue contratada fuera. Warner Bros. ganó el contrato de Private Snafu, y el director de Warner Bros., Chuck Jones, trabajó en la serie. Tras la guerra, Noble trabajó como dibujante y luego hizo arte para una compañía fílmica en San Luis.

## Warner Bros.
Noble trabajó en San Luis hasta 1952, cuando fue invitado a Warner Bros. donde diseñó fondos para el grupo de Chuck Jones. Sus dibujos luego eran usados por el artista encargado (generalmente Philip DeGuard) para pintar el resultado final (véase Chuck Amuck, p.148 para un ejemplo).
En Warner Bros., Noble trabajó con Jones por una década, durante este tiempo hizo cerca de 60 dibujos animados. Dejando de lado el realismo que utilizaba en Disney, Noble adoptó nuevos estilos en los que algunas formas y colores determinaban el espacio. El aspecto de su trabajo variaba de cortometraje en cortometraje; trataba de adecuar el estilo a la historia. Noble decía:
"Yo lo llamo progresar en la imagen. Ves a tu alrededor y dices, 'Bueno, ¿de qué se trata todo esto y que le vendría mejor al dibujo animado?' Y luego sigues adelante diseñando desde ese punto de vista." 
El grupo de Jones trabajó con varios personajes importantes de Warner, como: Bugs Bunny, el Pato Lucas, El Coyote y el Correcaminos. La ilusión de un extenso paisaje en los cortometrajes del Correcaminos son debido a los fondos de Noble. Uno de los dibujos animados más famosos en los que trabajó Noble para Warner fue What's Opera, Doc? (1957), donde Bugs Bunny canta El Anillo del Nibelungo de Richard Wagner y fue incluido en el National Film Registry. El estilo futurista del artista es plasmado en Duck Dodgers in the 24½th Century (1953). Otros dibujos animados incluyen los nominados al premio Oscar From A to Z-Z-Z-Z (1954), High Note (1960), Beep Prepared (1961), Nelly's Folly (1961) y Now Hear This (1962).
A principios de los años 1960, Noble comenzó a recibir el crédito de codirector en varios trabajos de Jones. Esto demuestra su importancia en la creación de dibujos animados, donde hacía más que diseñar los fondos.

## MGM y Dr. Seuss
En 1963 Noble deja Warner Bros. y se une a Jones en Tower 12 Productions (también llamada Sib Tower 12 Productions). Esta nueva compañía tenía un contrato con MGM, y eventualmente se convirtió en la unidad de animación de MGM. 
La mayoría del trabajo durante los primeros años fue producir dibujos animados protagonizados por Tom y Jerry, pero también hubo una gran variedad de otros trabajos. Uno fue The Incredible Mr. Limpet (1964), que combinaba animación y acción real. Noble dirigió junto a Jones The Dot and the Line (1965) que ganó el Oscar al mejor cortometraje animado. También diseñó la película de 1969 The Phantom Tollbooth.
Noble comenzó a trabajar nuevamente con Dr. Seuss desde que se conocieron en la guerra, diseñando el especial de televisión How the Grinch Stole Christmas! (1966). Luego trabajó en otras películas de Dr. Seuss, primero en MGM ( Horton Hears a Who! (1970) ), y luego en el estudio DePatie-Freleng (The Cat in the Hat (1971), The Lorax (1972), The Hoober-Bloob Highway (1975)).

## Trabajos posteriores
Durante los años 1970 y 1980, Noble dejó de lado la animación para dedicarse a otros intereses. Estos incluían producir arte, particularmente obras hechas mediante serigrafía. En 1987 recibió un Annie Award por su trayectoria (donado por la Sociedad Internacional de Animación) que consistía en cerca de 50 años de trabajo.
En 1989 Noble trabajó en el programa animado Tiny Toon Adventures de Steven Spielberg, escribiendo y diseñando el episodio de "Duck Dodgers Jr". 
A mediados de los años 1990 Noble volvió a trabajar nuevamente con Jones en Chuck Jones Film Productions, siendo director en Chariots of Fur (1994) y encargado de color en varias producciones, incluyendo Pullet Surprise.
Mientras estaba en el estudio de Jones, Noble comenzó a supervisar, entrenar, y enseñar a jóvenes artistas que habían terminado recientemente su educación. Estos artistas fueron conocidos como los 'chicos y chicas de Noble' (Noble boys and girls). Muchos de ellos participaron en "Noble Tales," una serie de cortometrajes animados basados en el folclore. Uno de estos trabajos fue Al Tudi Tuhak (1999).
Noble continuó trabajando en varios proyectos relacionados con la animación, uno de estos fue asesorar el uso de colores en fondos para películas de Disney (Lilo & Stitch). Noble murió el 2001 en su casa en La Crescenta, California.

## Filmografía
- The Old Mill (1937) (diseño de fondos) - Nominado al premio Oscar
- Blancanieves y los siete enanitos (1937) (diseño de fondos)
- Fantasía (1940) (desarrollo)
- Bambi (1941) (desarrollo)
- Dumbo (1941) (diseño de personajes)
- Rabbit Seasoning (1952) (diseño de fondos)
- Duck Amuck (1952) (diseño de fondos) - Seleccionado por el National Film Registry de Estados Unidos
- Duck Dodgers in the 24½th Century (1953) (diseño de fondos)
- From A To Z-Z-Z-Z (1953) (diseño de fondos)
- Sheep Ahoy (1954) (diseño de fondos)
- Two Scent's Worth (1955) (diseño de fondos)
- What's Opera, Doc? (1957) (diseño de fondos) - Seleccionado por el National Film Registry de Estados Unidos
- Ali Baba Bunny (1957) (diseño de fondos)
- Hare-Way to the Stars (1958) (diseño de fondos)
- Robin Hood Daffy (1958) (diseño de fondos)
- Hopalong Casualty (1960) (diseño de fondos)
- High Note (1960) (diseño de fondos) - Nominado al premio Oscar
- Beep Prepared (1961) (codirector) - Nominado al premio Oscar
- Now Hear This (1962) (codirector) - Nominado al premio Oscar
- Martian Through Georgia (1962) (codirector)
- Transylvania 6-5000 (1963) (codirector)
- The Iceman Ducketh (1964) (codirector)
- The Incredible Mr. Limpet (1964) (diseño de producción)
- The Dot and the Line (1965) (codirector) - Ganador del premio Oscar
- How the Grinch Stole Christmas! (1966) (diseño de producción)
- The Bear That Wasn't (1967) (codirector)
- The Phantom Tollbooth (1970) (diseño de producción)
- Horton Hears a Who! (1970) (dirección artística)
- The Cat in the Hat (1971) (dirección artística)
- The Lorax (1972) (director de arte)
- The Hoober-Bloob Highway (1975) (dirección artística)
- Tiny Toon Adventures (1990) (desarrollo, guionista)
- Chariots of Fur (1994) (dirección artística)
- Pullet Surprise (1997) (asesor de color)
- Al Tudi Tuhak (1999) (narrador)
- Timber Wolf (2001) (dirección artística)
- The Pumpkin Of Nyefar (2004) (guionista)